# Maradona (kesä '86)
Maradona (kesä '86) è un singolo del gruppo musicale finlandese Teflon Brothers, pubblicato il 20 giugno 2014.

## Descrizione
Il titolo del brano deriva dal famoso calciatore argentino Diego Armando Maradona che, nell'estate del 1986, era capitano della Nazionale argentina di calcio vincitrice del Mondiale del 1986.
Il brano è entrato nelle classifiche finlandesi raggiungendo la prima posizione in quella dei singoli più venduti.
Un video musicale del brano è stato girato da Hannu Aukio e pubblicato il 4 luglio 2014 sull'account VEVO del gruppo.

## Tracce
1. Maradona (kesä '86) – 3:47

## Classifica
| Classifica           | Massima posizione |
| -------------------- | ----------------- |
| Finlandia            | 1                 |
| Finlandia (digitale) | 6                 |
| Finlandia (radio)    | 34                |